# Willi Herold
Willy Paul "Willi" Herold (Lunzenau, 11 september 1925 - Wolfenbüttel, 14 november 1946) was een Duitse militair tijdens de Tweede Wereldoorlog. Hij is na de Tweede Wereldoorlog door het Britse militaire gerechtshof in Oldenburg ter dood veroordeeld wegens oorlogsmisdaden. Zijn bijnaam luidde Der Henker vom Emsland (de beul van Emsland).

## Leven
Willi Herold werd geboren als zoon van een dakdekker. Hij bezocht de Volksschule en de Technische Schule in Chemnitz, waar hij de opleiding tot schoorsteenveger volgde. In 1936 werd Herold bij de Deutsches Jungvolk uitgesloten omdat hij niet wilde meedoen met de oefeningen. In 1943 legde hij succesvol een examen af en werkte nog drie maanden als schoorsteenveger. Daarna werd hij opgeroepen voor de Reichsarbeitsdienst en heeft zo gewerkt aan de Atlantikwall in Frankrijk tot 9 september 1943.

## Militaire carrière
Op 30 september 1943 trad Herold in militaire dienst. Na zijn basisopleiding als Fallschirmjäger in Tangermünde werd hij bij Nettuno en Monte Cassino in Italië ingezet, waar hij tot Gefreiter bevorderd werd. Na 14 dagen front kreeg hij het IJzeren Kruis Eerste Klasse voor het vernietigen van twee Britse tanks op het strand van Salerno. Tegen het einde van de oorlog werd zijn eenheid naar Duitsland verplaatst. Op 3 april werd Herold bij Gronau van zijn eenheid gescheiden. Op weg naar het noorden vond hij in de buurt van Bad Bentheim een officierskist in een verlaten vrachtwagen, waarin een gedecoreerd uniform van een Hauptmann der Luftwaffe lag. Hij trok dit aan en ging verder. In de dagen erna sloten zich steeds meer verdwaalde soldaten bij hem aan. Zo bestond zijn groep in de omgeving van Meppen al uit dertig man. Op weg naar het noorden had Herold een terreinwagen gevorderd en wist hij ook nog de beschikking te krijgen over een luchtafweergeschut en een militaire vrachtwagen. In Lathen liet hij zich bevoorraden uit een daar gelegen munitieschip.

## Oorlogsmisdaden in Emsland
Vanwege het naderen van de geallieerden had de hoogste baas van alle Emslandkampen bevolen om alle buitenlandse gevangenen dieper in Duitsland te plaatsen. Op 25 maart 1945 vertrok een groep van 400 gevangenen vanuit Kamp Esterwegen naar Celle op de Lüneburger Heide. Door ondervoeding, verzwakking, uitputting en sterfte onder de gevangenen werd het bevel herroepen. Wel moest de groep uiteindelijk lopen naar het Kamp Aschendorfermoor, waar ze op 10 april uitgedund aankwamen. Zo'n 150 gevangenen hadden van de gelegenheid gebruikgemaakt om onderweg te vluchten, maar dat bracht overlast met zich mee voor de bewoners van Emsland. Er werd dan ook jacht gemaakt op de voortvluchtige gevangenen en een groot deel kon weer opgepakt worden. Men wilde een krijgsraad instellen om deze vluchtelingen te veroordelen, maar men kwam daar door allerlei redenen niet aan toe.
Op 12 april kwam Herold met zijn groep aan in Papenburg waar hij hoorde van het probleem van het niet kunnen instellen van de krijgsraad. Hij bood de plaatselijke commandanten een helpende hand aan door alle vluchtelingen standrechtelijk te executeren. Ondanks protest van de kampcommandant werden in acht dagen 191 gevangenen op bevel van Herold gedood. Ook vermoordde Herold eigenhandig enige vluchtelingen. Na een zware luchtaanval sloegen de meeste overlevende gevangenen succesvol op de vlucht. Herold en zijn groep vluchtten op 19 april 1945 voor de naderende geallieerden en pleegden de laatste oorlogsmisdaden. Op 20 april werd in Papenburg een boer, die een witte vlag had gehesen, opgehangen en liet Herold twee mannen van zijn eigen groep executeren. Op 25 april werden in Leer vijf Groningse verzetsstrijders na een schijnproces vermoord. Nog steeds op de vlucht voor de geallieerden kwam de groep aan in Aurich waar ze door de plaatselijke commandant werden aangehouden en gearresteerd. Herold bekende zijn misdaden en werd overgebracht naar Norden in afwachting van zijn rechtszaak door de Kriegsmarine. In de chaos van de laatste oorlogsdagen werd hij echter door tussenkomst van de SS vrijgelaten om als guerrillero tegen de geallieerden te blijven vechten.
Hij vertrok toen naar Wilhelmshaven en pakte daar zijn oude beroep als schoorsteenveger op. Bij het stelen van een brood werd hij door personeel van de Royal Navy op 23 mei gearresteerd. Er volgde een onderzoek, waarbij getuigen werden ondervraagd, plekken werden bezocht en de lijken werden onderzocht. Hierbij werden Herold en zijn mannen door de Engelsen gedwongen om op 1 februari 1946 de stoffelijke resten op te graven bij kamp Aschendorfermoor in het bijzijn van SS- en SA-aanhangers uit de buurt. In totaal werden er 195 lijken opgegraven.

## Rechtszaak
De rechtszaak begon op 13 augustus in het Britse militaire gerechtshof in Oldenburg onder leiding van kolonel H. Brown. Naast Herold stonden ook twaalf medeplichtigen terecht.
Op 29 augustus hoorde Herold zijn vonnis. Hij werd verantwoordelijk gehouden voor de moord op 125 mensen. Herold werd ter dood veroordeeld. Hetzelfde gold ook voor zijn medeplichtigen Karl Hagewald, Bernhard Meyer, Karl Schütte, Josef Euler, Hermann Brandt en Otto Paeller. De overige vijf werden vrijgesproken. Het vonnis werd op 14 november 1946 in de gevangenis van Wolfenbüttel voltrokken door middel van de guillotine. Hierbij moet opgemerkt worden dat een van de zeven terdoodveroordelingen niet werd uitgevoerd.

## Documentaire
In het voorjaar van 1996 werd een documentaire Der Hauptmann von Muffrika (70 minuten) van Paul Meyer en Rudolf Kersting vertoond over het leven en de oorlogsmisdaden van Willi Herold. Deze documentaire werd onderscheiden met de Adolf-Grimme-Preis.

## Film
Op 21 maart 2018 kwam Der Hauptmann in de bioscoop, geïnspireerd op de oorlogsmisdaden die Willi Herold gepleegd heeft. De hoofdrol wordt vertolkt door Max Hubacher, de regisseur is Robert Schwentke. De film is in zwart-wit te zien om voor een zekere afstand te zorgen zodat de kijker niet zou afknappen op het brutale en rechtstreekse geweld. Schwentke wil duidelijk maken dat het nationaalsocialisme van de jaren 40 niet enkel een kwestie is van "die tijd": ook nu moeten we als democratie overal in de wereld ons bewust blijven van de oorlogsmisdaden die nog steeds plaatsvinden. "Want uit de geschiedenis leren we duidelijk niets", aldus Schwentke.

## Militaire loopbaan
- Gefreiter

## Decoraties
- IJzeren Kruis 1939, 1e Klasse (1943) en 2e Klasse
- Gewondeninsigne 1939 in Zilver
- Nahkampfspange in Zilver
- Fallschirmsprungabzeichen
- Infanterie-Sturmabzeichen